# Ephraim Chambers
Ephraim Chambers, angleški pisatelj in enciklopedist, * 1680, Kendal, Westmorland, Anglija, † 15. maj 1740, Islington (danes London).
Chambers je najbolj znan po enciklopediji Cyclopaedia, or Universal Dictionary of Arts and Sciences, ki jo je izdal leta 1728.